# Harvey Gumbs
Harvey Albert Gumbs (Willemstad (Curaçao), 20 maart 1973) is een Nederlands honkballler.
Gumbs speelt aangewezen slagman en buitenvelder en slaat en gooit linkshandig. Hij speelde hoofdklasse voor het eerste team van ADO uit Den Haag tussen 1999 en 2007. Gumbs werd in 2001 opgenomen in het Nederlands honkbalteam vooral vanwege zijn fenomenale slagkracht. Hij kwam uit tijdens het World Port Tournament in Rotterdam waar hij acht wedstrijden meespeelde. Door een blessure kon hij echter niet meer deelnemen aan het later dat jaar gehouden Europees Kampioenschap en wereldkampioenschap.